# Maia (stjärna)
Maia, även betecknad 20 Tauri (förkortat 20 Tau), är en stjärna i stjärnbilden Oxen. Den är den fjärde ljusaste stjärnan i Plejadernas öppna stjärnhop (M45), efter Alcyone, Atlas och Elektra, i den ordningen. Maia är en blå jätte av spektraltyp B8 III, och en kvicksilver-mangan-stjärna.
Maias skenbara magnitud är 3,871, och kräver därför en mörkare himmel för att kunna ses. Dess totala bolometriska ljusstyrka är 660 gånger solens, mestadels i ultraviolett, vilket tyder på en radie 5,5 gånger så stor som solens och en massa 4 gånger solens. Det ansågs vara en variabel stjärna av astronomen Otto Struve. En särskild stjärnklassifikation, Maia-variabler, föreslogs, i vilken exempelvis Gamma Ursae Minoris skulle ingå. Maia och några andra stjärnor i klassen har sedan dess dock visat sig vara stabila.
Maia är en av stjärnorna i Maianebulosan (även känd som NGC 1432), en ljusemissions- eller reflektionsnebulosa i Plejadernas stjärnhop.

## Nomenklatur
20 Tauri är stjärnans Flamsteed-beteckning.
Den har det traditionella namnet Maia. Maia var en av de sju Plejaderna i den grekiska mytologin. År 2016 anordnade Internationella astronomiska unionen (IAU) en arbetsgrupp för stjärnnamn (WGSN) för att katalogisera och standardisera stjärnnamn. WGSN godkände namnet Maia för den här stjärnan i juli 2016 och den är nu så inskriven i IAU-katalogen över stjärnnamn.